# Gare de Grigny-Val-de-Seine
Ne doit pas être confondu avec Gare de Grigny-Centre ou Gare de Grigny-le-Sablon.
La gare de Grigny-Val-de-Seine est une ancienne gare ferroviaire française de la ligne de Villeneuve-Saint-Georges à Montargis, située sur le territoire de la commune de Grigny, dans le département de l’Essonne en région Île-de-France.

## Situation ferroviaire
Elle est située au point kilométrique (PK) 23,856 de la ligne de Villeneuve-Saint-Georges à Montargis entre les gares de Viry-Châtillon et de Ris-Orangis et au PK 0,386 de la ligne de Grigny à Corbeil-Essonnes (V.1 seulement, la V.2 se débranche en aval de la gare). Son altitude est de 38 m.
La gare comporte deux quais : le quai 1, attenant à la voie 1, d'une longueur de 306 m et le quai 2, attenant à la voie 2, d'une longueur de 279 m.

## Histoire
Elle a porté successivement plusieurs noms, en particulier pour ne pas la confondre avec celle de Grigny, près de Lyon (ultérieurement renommée Grigny-le-Sablon). Elle est donc d'abord nommée Grigny, puis Grigny (Essonne) dans les années 1970, puis enfin Grigny-Val-de-Seine en 1974 lors de l'ouverture de la ligne d'Évry.
La gare est fermée le 24 septembre 1995 lors du prolongement de la ligne D du RER au sud de Paris-Gare-de-Lyon. Jusqu'à cette date, c'était une halte de la SNCF desservie par les trains de banlieue de Paris Sud-Est. Elle reste néanmoins ouverte au service de l'infrastructure.